# Tourist Trophy 2006
Il Tourist Trophy 2006 è l'87ª edizione del Tourist Trophy. Si è disputato tra sabato 27 maggio e venerdì 9 giugno 2006 sulle 37 miglia del circuito del Mountain. Vi sono state delle modifiche al tracciato in questa occasione, come l'allargamento della Windy Corner, realizzato durante l'inverno 2005/2006.
La prima settimana (dal 27 maggio al 2 giugno) è nota come "practice week" (settimana di prove), prima delle vere competizioni, iniziate il 3 giugno. Ci sono 6 gare nella settimana del TT. John McGuinness realizza il nuovo record sul giro durante le prove della Superbike e si ripete durante la gara stessa. Il TT è stato però funestato da un lutto: il pilota giapponese Jun Maeda è deceduto il 6 giugno in seguito ai traumi riportati in un incidente nelle prove.

## Risultati
Di ogni gara vengono riportati solo i primi dieci piloti, dove non indicata la nazionalità si intende pilota britannico.

### Superbike TT
3 giugno. 6 giri (226.38 miglia)
| Pos. | Nº | Pilota          | Motocicletta     | Tempo      | Velocità media |
| ---- | -- | --------------- | ---------------- | ---------- | -------------- |
| 1    | 3  | John McGuinness | Honda CBR 1000RR | 1:48:52.06 | 124.764 mph    |
| 2    | 9  | Ian Lougher     | Honda CBR 1000RR | 1:49:31.2  | 124.021 mph    |
| 3    | 8  | Ian Hutchinson  | Kawasaki ZX10R   | 1:49:54.61 | 123.58 mph     |
| 4    | 6  | Martin Finnegan | Honda CBR 1000RR | 1:50:59.02 | 122.385 mph    |
| 5    | 11 | Cameron Donald  | Honda CBR 1000RR | 1:51:26.54 | 121.881 mph    |
| 6    | 2  | Jason Griffiths | Yamaha YZF R1    | 1:51:59.67 | 121.281 mph    |
| 7    | 16 | Carl Rennie     | Kawasaki ZX10R   | 1:52:3.19  | 121.217 mph    |
| 8    | 4  | Paul Hunt       | Yamaha YZF R1    | 1:52:19.41 | 120.925 mph    |
| 9    | 12 | Davy Morgan     | Honda CBR 1000RR | 1:52:45.9  | 120.452 mph    |
| 10   | 10 | Raymond Porter  | Yamaha YZF R1    | 1:52:47.28 | 120.427 mph    |

Nuovo record del giro veloce: John McGuinness, 127.933 mph

### Superstock TT
5 giugno. 4 giri (150,92 miglia)
| Pos. | Nº | Pilota          | Motocicletta     | Tempo      | Velocità media |
| ---- | -- | --------------- | ---------------- | ---------- | -------------- |
| 1    | 5  | Bruce Anstey    | Suzuki GSXR1000  | 1:12:56.34 | 124.147 mph    |
| 2    | 8  | Ian Hutchinson  | Kawasaki ZX10R   | 1:13:4.64  | 123.912 mph    |
| 3    | 2  | Jason Griffiths | Yamaha YZF R1    | 1:13:28.19 | 123.25 mph     |
| 4    | 1  | Guy Martin      | Yamaha YZF R1    | 1:13:39.09 | 122.946 mph    |
| 5    | 3  | John McGuinness | Honda CBR 1000RR | 1:14:9.48  | 122.106 mph    |
| 6    | 9  | Ian Lougher     | Honda CBR 1000RR | 1:14:42.43 | 121.209 mph    |
| 7    | 6  | Martin Finnegan | Honda CBR 1000RR | 1:15:4.3   | 120.62 mph     |
| 8    | 15 | Mark Parrett    | Yamaha YZF R1    | 1:15:28.65 | 119.972 mph    |
| 9    | 18 | Gary Carswell   | Suzuki GSXR1000  | 1:15:30.51 | 119.923 mph    |
| 10   | 17 | Rob Frost       | Honda CBR 1000RR | 1:15:41.7  | 119.627 mph    |

### Sidecar TT - gara A
5 giugno. 3 giri (113,00 miglia)
Dave Molyneux e Daniel Sayle durante il pomeriggio di mercoledì hanno avuto un incidente a Rhencullen, perdendo il controllo del sidecar a 145 mph.
| Pos. | Nº | Pilota         | Passeggero       | Motocicletta              | Tempo     | Velocità media |
| ---- | -- | -------------- | ---------------- | ------------------------- | --------- | -------------- |
| 1    | 1  | Nick Crowe     | Darren Hope      | DMR Honda 600 cm³         | 1:0:27.15 | 112.342 mph    |
| 2    | 3  | Steve Norbury  | Scott Parnell    | Shelbourne Yamaha 600 cm³ | 1:1:14.26 | 110.902 mph    |
| 3    | 6  | John Holden    | Andrew Winkle    | Honda 600 cm³             | 1:1:56.71 | 109.635 mph    |
| 4    | 5  | Roy Hanks      | Dave Wells       | DMR Honda 600 cm³         | 1:2:7.38  | 109.321 mph    |
| 5    | 10 | Gary Bryan     | Colin Hardman    | Baker Yamaha 600 cm³      | 1:2:15.02 | 109.098 mph    |
| 6    | 8  | Andy Laidlow   | Patrick Farrance | LCR Suzuki 600 cm³        | 1:2:33.45 | 108.562 mph    |
| 7    | 11 | Phil Dongworth | Stuart Castles   | Ireson Yamaha 600 cm³     | 1:2:42.13 | 108.312 mph    |
| 8    | 14 | Tony Elmer     | Darren Marshall  | Ireson Yamaha 600 cm³     | 1:3:7.57  | 107.584 mph    |
| 9    | 22 | Glyn Jones     | Christopher Lake | DMR Honda 600 cm³         | 1:3:34.5  | 106.824 mph    |
| 10   | 21 | Dave Wallis    | Sally Wilson     | Shelbourne Honda 600 cm³  | 1:3:46.4  | 106.492 mph    |

### Supersport - Junior TT
7 giugno. 4 giri (150,92 miglia)
Ian Hutchinson si era classificato secondo in questa gara, ma è stato successivamente squalificato in quanto la sua Kawasaki ZX6RR è stata valutata irregolare.
| Pos. | Nº | Pilota          | Motocicletta    | Tempo      | Velocità media |
| ---- | -- | --------------- | --------------- | ---------- | -------------- |
| 1    | 3  | John McGuinness | Honda CBR 600RR | 1:14:3.73  | 122.264 mph    |
| 2    | 5  | Bruce Anstey    | Suzuki GSX 600R | 1:14:30.13 | 121.542 mph    |
| 3    | 2  | Jason Griffiths | Yamaha YZF R6   | 1:15:1.08  | 120.707 mph    |
| 4    | 9  | Ian Lougher     | Honda CBR 600RR | 1:15:13    | 120.388 mph    |
| 5    | 16 | Cameron Donald  | Honda CBR 600RR | 1:15:44.56 | 119.552 mph    |
| 6    | 6  | Martin Finnegan | Honda CBR 600RR | 1:15:57.7  | 119.207 mph    |
| 7    | 17 | Nigel Beattie   | Yamaha YZF R6   | 1:16:1.19  | 119.116 mph    |
| 8    | 11 | Dan Stewart     | Yamaha YZF R6   | 1:16:23.97 | 118.524 mph    |
| 9    | 15 | Mark Parrett    | Yamaha YZF R6   | 1:16:31.53 | 118.329 mph    |
| 10   | 20 | Chris Palmer    | Honda CBR 600RR | 1:16:46.2  | 117.952 mph    |

Nuovo giro record: John McGuinness, 123.975 mph

### Sidecar TT - gara B
7 giugno. 3 giri (113,19 miglia)
| Pos. | Nº | Pilota          | Passeggero    | Motocicletta              | Tempo     | Velocità media |
| ---- | -- | --------------- | ------------- | ------------------------- | --------- | -------------- |
| 1    | 1  | Nick Crowe      | Darren Hope   | DMR Honda 600 cm³         | 1:0:55.64 | 111.467 mph    |
| 2    | 3  | Steve Norbury   | Scott Parnell | Shelbourne Yamaha 600 cm³ | 1:1:31.78 | 110.376 mph    |
| 3    | 5  | Roy Hanks       | Dave Wells    | DMR Yamaha 600 cm³        | 1:2:29.73 | 108.67 mph     |
| 4    | 18 | Bill Currie     | Mark Cox      | Windle Yamaha 600 cm³     | 1:3:17.16 | 107.312 mph    |
| 5    | 12 | Tony Baker      | Mark Hegarty  | Baker Yamaha 600 cm³      | 1:3:21.81 | 107.181 mph    |
| 6    | 23 | Conrad Harrison | Kris Hibberd  | Shelbourne Honda 600 cm³  | 1:3:48.78 | 106.426 mph    |
| 7    | 15 | Roger Stockton  | Peter Alton   | Shelbourne Yamaha 600 cm³ | 1:4:18.23 | 105.614 mph    |
| 8    | 22 | Kenny Howles    | Doug Jewell   | MR Equipe Suzuki 600 cm³  | 1:4:19.39 | 105.582 mph    |
| 9    | 6  | John Holden     | Andrew Winkle | Honda 600 cm³             | 1:4:19.85 | 105.569 mph    |
| 10   | 17 | Nigel Connole   | Jamie Winn    | Shelbourne Honda 600 cm³  | 1:4:27.46 | 105.362 mph    |

### Senior TT
9 giugno. 6 giri (226,38 miglia)
| Pos. | Nº | Pilota          | Motocicletta     | Tempo      | Velocità media |
| ---- | -- | --------------- | ---------------- | ---------- | -------------- |
| 1    | 3  | John McGuinness | Honda CBR 1000RR | 1:47:38.84 | 126.178 mph    |
| 2    | 11 | Cameron Donald  | Honda CBR 1000RR | 1:48:4.45  | 125.68 mph     |
| 3    | 5  | Bruce Anstey    | Suzuki GSXR1000  | 1:48:8.79  | 125.596 mph    |
| 4    | 9  | Ian Lougher     | Honda CBR 1000RR | 1:48:19.11 | 125.396 mph    |
| 5    | 1  | Guy Martin      | Yamaha YZF R1    | 1:49:40.71 | 123.841 mph    |
| 6    | 16 | Carl Rennie     | Kawasaki ZX10R   | 1:50:57.62 | 122.411 mph    |
| 7    | 21 | Davy Morgan     | Honda CBR 1000RR | 1:51:39.48 | 121.646 mph    |
| 8    | 10 | Raymond Porter  | Yamaha YZF R1    | 1:51:50.9  | 121.439 mph    |
| 9    | 17 | Nigel Beattie   | Yamaha YZF R1    | 1:52:7.6   | 121.137 mph    |
| 10   | 18 | Gary Carswell   | Suzuki GSXR1000  | 1:52:13.76 | 121.027 mph    |

Nuovo record: John McGuinness, 129.451 mph